# Ruisrock
Ruisrock – drugi najstarszy festiwal rockowy w Europie. Jest on organizowany od 1970 roku na wyspie Ruissalo w Turku, w południowo-zachodniej Finlandii. Corocznie w pierwszy weekend lipca (piątek – niedziela) rockowe i metalowe zespoły z Finlandii (jak Apocalyptica, HIM, The 69 Eyes, Children of Bodom, Poets of the Fall, Apulanta, Amorphis) oraz zagranicy (np. Iron Maiden, Rammstein, Ministry, Stone Sour) grają na czterech (w 2008 roku – pięciu) scenach dla kilkudziesięciotysięcznej publiczności. W 1984 roku wystąpił na tym festiwalu polski zespół Republika. W 1985 roku 28 i 29 lipca na scenie festiwalu wystąpił również inny polski zespół Lady Pank.

## Linki zewnętrzne

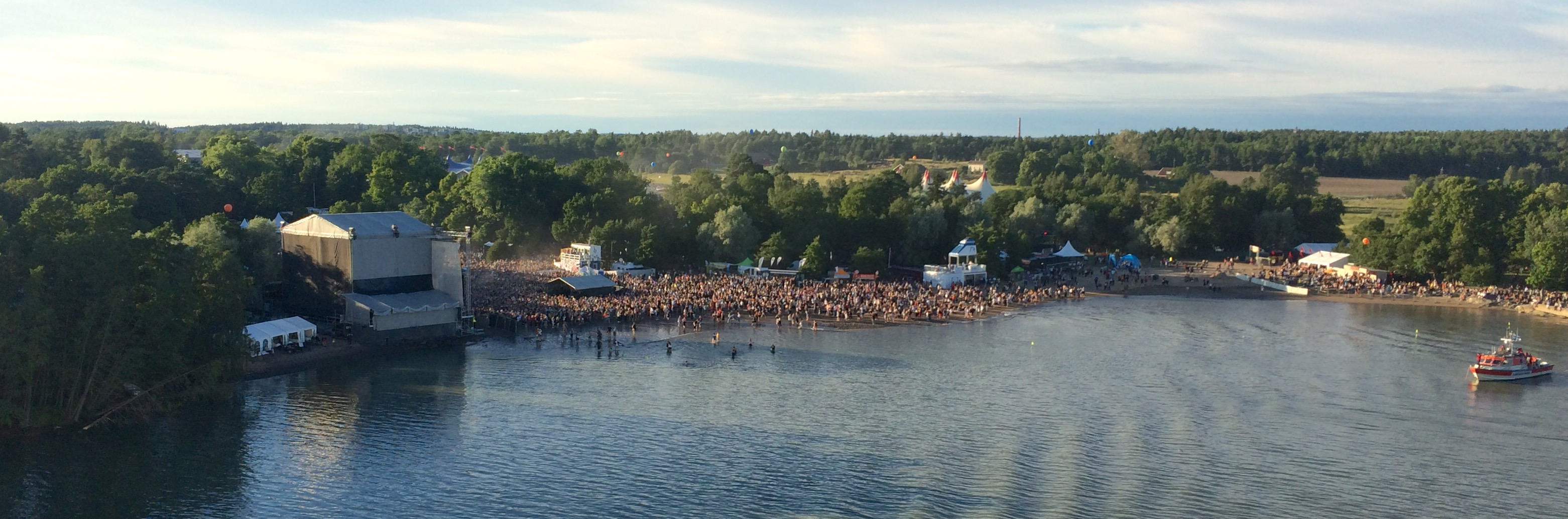
Festival widziany z MS Baltic Princess (8 lipca 2016)